# Planitiae di Mercurio
Segue una lista delle planitiae presenti sulla superficie di Mercurio. La nomenclatura di Mercurio è regolata dall'Unione Astronomica Internazionale; la lista contiene solo formazioni esogeologiche ufficialmente riconosciute da tale istituzione.
Le planitiae di Mercurio portano i nomi di divinità di altre mitologie con attributi simili al romano Mercurio oppure il nome del pianeta Mercurio in lingue di varie culture.

## Prospetto
| Planitia           | Eponimo | Latitudine | Longitudine | Diametro |
| ------------------ | --- | ---------- | ----------- | -------- |
| Apārangi Planitia  | Apārangi - Il termine in lingua māori per indicare Mercurio.                                                                                      | 6,7° N     | 289,38° W   | 1077 km  |
| Borealis Planitia  | Borealis - Termine in lingua latina per indicare il settentrione con riferimento all'elevata latitudine di questa zona.                           | 67,3° N    | 327,4° W    | 3450 km  |
| Budh Planitia      | Budh - Il termine in lingua hindi per indicare Mercurio.                                                                                          | 19,52° N   | 150,46° W   | 816 km   |
| Caloris Planitia   | Calor(-is) - Termine in lingua latina per indicare il calore con riferimento alla prossimità con il punto superficiale a temperatura più elevata. | 31,65° N   | 198,02° W   | 1500 km  |
| Lugus Planitia     | Lúg - Divinità associata a Mercurio nella mitologia celtica.                                                                                      | 6,24° S    | 98,66° W    | 574 km   |
| Mearcair Planitia  | Mearcair - Il termine in lingua irlandese per indicare Mercurio.                                                                                  | 31,4° N    | 227,9° W    | 1175 km  |
| Odin Planitia      | Odino - Divinità associata a Mercurio nella mitologia norrena.                                                                                    | 23,6° N    | 169,86° W   | 473 km   |
| Otaared Planitia   | Otaared - Il termine in lingua araba per indicare Mercurio.                                                                                       | 18,26° N   | 337,61° W   | 470 km   |
| Papsukkal Planitia | Papsukkal - Divinità messaggera della mitologia accadica.                                                                                         | 16,25° S   | 271,63° W   | 810 km   |
| Sihtu Planitia     | Sihtu - Il termine in lingua babilonese per indicare Mercurio.                                                                                    | 2,82° S    | 55,57° W    | 565 km   |
| Sobkou Planitia    | Sobek (al. Sobkou) - Dio coccodrillo della mitologia egizia.                                                                                      | 39° N      | 128,02° W   | 1128 km  |
| Stilbon Planitia   | Stilbon - Il termine in lingua greca antica per indicare Mercurio.                                                                                | 57,54° N   | 209,61° W   | 1550 km  |
| Suisei Planitia    | Suisei - Il termine in lingua giapponese per indicare Mercurio.                                                                                   | 60,88° N   | 147,81° W   | 569 km   |
| Tir Planitia       | Tir - Il termine in lingua norrena per indicare Mercurio.                                                                                         | 1,04° S    | 176,69° W   | 754 km   |
| Turms Planitia     | Turms - Divinità associata a Mercurio nella mitologia etrusca.                                                                                    | 31,05° S   | 350,81° W   | 622 km   |
| Utaridi Planitia   | Utaridi - Il termine in lingua swahili per indicare Mercurio.                                                                                     | 65,5° S    | 270,17° W   | 930 km   |

## Vista d'insieme
- - Nomenclatura in vigore